# La casa encantada
La casa encantada (también conocida como La casa hechizada y en francés La maison ensorcelée) es un cortometraje francés mudo de 1907 dirigido por Segundo de Chomón donde se utiliza la animación de objetos mediante la técnica del paso de manivela.
José María Candel Crespo afirma que el éxito en el país galo de la película de 1907 de James Stuart Blackton Haunted hotel fue el motivo de la realización del cortometraje. Manuel Rodríguez Bermúdez data el filme de Blackton en abril de 1907, producido en la sucursal de la Vitagraph (de la que era copropietario junto con Albert E. Smith) en París, y titulado L'hôtel hanté: fantasmagorie épouvantable ('El hotel embrujado: fantasmagoría espantosa') que fue comercializado con el nombre de The haunted hotel.
Uno de los rasgos más relevantes de esta película es el uso de la técnica del paso de manivela, que había sido inventada y patentada en 1898 por el pionero británico G. A. Smith, aunque en su momento no se le había dado mayor importancia. Fernando Martín Peña, sin embargo, señala que Albert Smith y Stuart Blackton inauguraron en Estados Unidos el cine de efectos especiales tras la observación minuciosa de los fotogramas de las películas de Georges Méliès y que, en realidad, Blackton solo perfeccionó en La maison hanté ('La casa encantada') y luego en su copia titulada The haunted hotel ('El hotel embrujado), ambas de 1907, la técnica del paso de manivela (llamada en países anglosajones stop-motion) o animación fotograma a fotograma, que había sido desarrollada anteriormente por Segundo de Chomón. El cineasta turolense realizaría, un año más tarde, su película más conocida, basada también en el desarrollo de la técnica del paso de manivela: El hotel eléctrico, que habitualmente había sido datada en 1905.